# Coupe de France masculine de rink hockey 2018-2019
Navigation
Coupe de France 2017-2018 Coupe de France 2019-2020
La coupe de France 2019 de rink-hockey est la dix-huitième édition de cette compétition annuelle. Elle oppose des équipes provenant de l'ensemble des divisions françaises évoluant dans un championnat senior régional ou national. La coupe de France débute avec le tour des préliminaires, le 22 septembre 2018, et se termine avec la finale four en 2019.

## Première phase: qualifications

### Tour préliminaire
| Équipe 1           | Score | Équipe 2       |
| ------------------ | ----- | -------------- |
| La Garnache RH     | 5-12  | ALC Bouguenais |
| AL Saint-Sébastien | 2-9   | ASTA Nantes    |

## 2ephase: finales
Les 8 équipes qualifiées et les 8 clubs qualifiés directement participeront à la 2e phase.
Celle-ci se déroule en 4 tours à élimination directe : 1/8, 1/4, 1/2 et finale.
Toutefois, si une candidature est retenue par le CRH/FFRS, les 1/2 finales et la finale se déroule sous la forme d’un tournoi « finale four ».
La désignation des équipes qui se rencontrent à chaque étape du déroulement de cette 2e phase se fait par tirage au sort effectué par le CRH/FFRS dès la fin de la 1re phase. Ce tirage s’effectue à partir d’un système de tête de série avec les 6 clubs qualifiés en coupe d’Europe qui ne peuvent se rencontrer en 1/8e de finale.

## «Finale four»
Ce tournoi regroupe les quatre clubs sortis des 1/4 de finale lors d’un même week-end. Les rencontres se décident par tirage au sort : A contre B et C contre D. Les deux vainqueurs disputent ensuite la finale de la Coupe de France. Les deux vaincus se disputent les places de 3 et 4.
Le tournoi, organisé par le club breton de Ploufragan, se déroule le 4 et 5 mai 2019 en même temps que le Final Four de Coupe de France féminine.
Ce tournoi regroupe les quatre clubs sortis des 1/4 de finale lors d’un même week-end. Les rencontres se décident par tirage au sort. Les deux vainqueurs disputent ensuite la finale de la Coupe de France.
|  | Demi-Finales    | Demi-Finales |                 |       | Finale     | Finale     |
|  | Demi-Finales    | Demi-Finales |                 |       | Finale     | Finale     |
|  |                 |              |                 |       |            |            |
|  | 4 mai 2019      | 4 mai 2019   |                 |       | 5 mai 2019 | 5 mai 2019 |
|  | 4 mai 2019      | 4 mai 2019   |                 |       | 5 mai 2019 | 5 mai 2019 |
|  | Poiré Roller    | 3            |                 |       | 5 mai 2019 | 5 mai 2019 |
|  | Poiré Roller    | 3            |                 |       | 5 mai 2019 | 5 mai 2019 |
|  | SCRA Saint-Omer | 5ap          |                 |       | 5 mai 2019 | 5 mai 2019 |
|  | SCRA Saint-Omer | 5ap          | SCRA Saint-Omer | 2     |            |            |
|  | 4 mai 2019      |              | SCRA Saint-Omer | 2     |            |            |
|  |                 | RHC Lyon     | 1               |       |            |            |
|  | US Coutras      | RHC Lyon     | 1               | 3 (2) |            |            |
|  | US Coutras      |              |                 | 3 (2) |            |            |
|  | RHC Lyon        | 3 (3)        |                 |       |            |            |
|  | RHC Lyon        | 3 (3)        |                 |       |            |            |

### Feuilles de match
Les feuilles de match sont issues du site officiel de la Fédération française de roller sports : ffroller.fr. 

#### Tour préliminaire
1. ↑  Rapport 43162 du 22/09/2018 : La Garnache RH - ALC Bouguenais
2. ↑  Rapport 43163 du 22/09/2018 : AL Saint-Sébastien - ASTA Nantes